# 尤多拉 (密蘇里州)
尤多拉（英語：Eudora）是位於美國密蘇里州波爾克縣的非建制地區。

## 歷史
尤多拉的郵局於1900年設立，其後於1964年停運。

## 地理
尤多拉所處的海拔為高於海平面338米（即1109英呎），而該地所採用的時區為UTC-6，即北美中部時區（CST）。同時該地設有夏令時間，為UTC-6調快一小時，即UTC-5（CDT）。